# Georg Friedrich Treitschke
Georg Friedrich Treitschke, ook Friedrich Treitschke, (Leipzig, 29 augustus 1776 - Wenen, 4 juni 1842) was een Duits-Oostenrijks librettist, theaterregisseur, vertaler en entomoloog (lepidopteroloog). 

## Biografie
In 1800 kwam hij naar het Hofoper in Wenen. Van 1809-1814 was hij directeur van het Weense Theater an der Wien. Hij schreef vooral libretto's voor Paul Wranitzky en Adalbert Gyrowetz en vertaalde veel Franse opera's in het Duits. In 1814 herschreef hij het libretto van Fidelio op verzoek van Ludwig van Beethoven.
Op entomologisch gebied is hij vooral bekend van zijn werk betreffende de Europese vlinders 
Die Schmetterlinge von Europa dat hij schreef met Ferdinand Ochsenheimer (1767-1822).

## Werken
- Samen met Ochsenheimer, F. (1825): Die Schmetterlinge von Europa, Band 5/1. – Leipzig (Fleischer). XVI + 414 S.
- Treitschke, F. (1825): Die Schmetterlinge von Europa, Band 5/2. – Leipzig (Fleischer). 447 + [1] S.
- Treitschke, F. (1826): Die Schmetterlinge von Europa, Band 5/3. – Leipzig (Fleischer). IV + 419 + [1] S.
- Treitschke, F. (1827): Die Schmetterlinge von Europa, Band 6/1. – Leipzig (Fleischer). VIII + 444 S.
- Treitschke, F. (1828): Die Schmetterlinge von Europa, Band 6/2. – Leipzig (Fleischer). 319 S.
- Treitschke, F. (1829): Die Schmetterlinge von Europa, Band 7. – Leipzig (Fleischer). VI + 252 S.
- Treitschke, F. (1830): Die Schmetterlinge von Europa, Band 8. – Leipzig (Fleischer). VIII + 312 S.
- Treitschke, F. (1832): Die Schmetterlinge von Europa, Band 9/1. – Leipzig (Fleischer). VIII + 272 S.
- Treitschke, F. (1833): Die Schmetterlinge von Europa, Band 9/2. – Leipzig (Fleischer). 284 S.
- Treitschke, F. (1834): Die Schmetterlinge von Europa, Band 10/1. – Leipzig (Fleischer). X + 286 S.
- Treitschke, F. (1835): Die Schmetterlinge von Europa, Band 10/2. – Leipzig (Fleischer). [2] + 340 S.
- Treitschke, F. (1835): Die Schmetterlinge von Europa, Band 10/3. – Leipzig (Fleischer). [4] + 302 S.
- Treitschke, F. (Hrsg.) (1840-1843): Naturhistorischer Bildersaal des Thierreiches. Nach William Jardine. Vorwort von K. Vogel. 4 Bände. – Pesth und Leipzig (Hartleben). Ca. 770 S., 180 Taf. (360 Abb.).
- Treitschke, F. (1841): Naturgeschichte der europäischen Schmetterlinge. Schwärmer und Spinner. – Pesth (Hartleben). [9] + XIV + [2] + 222 S., Frontispiz, 30 Taf.

- Bibliothèque nationale de France: cb119270379 (data)
- Gemeinsame Normdatei: 117409030
- International Standard Name Identifier: 0000 0001 2134 0440
- Library of Congress Control Number: n81140132
- Nationale Bibliotheek van Letland: 000345115
- MusicBrainz: 7ba82225-7020-4dab-8f0e-4c3f27192a3d
- Nationale Bibliotheek van Tsjechië: xx0034675
- Nationale Bibliotheek van Israël: 987007272587105171
- Nationale Bibliotheek van Polen: a0000002483075
- Nederlandse Thesaurus van Auteursnamen: 071256253
- Istituto Centrale per il Catalogo Unico: RAVV043966
- SNAC: w6wm1r4c
- Système universitaire de documentation: 027168603
- Museum of New Zealand Te Papa Tongarewa: 69029
- Trove: 1294682
- Virtual International Authority File: 56617123
- WorldCat: E39PBJhd9GCtTww8XcwDhTjjYP